# 王勵
王 勵（おう れい、512年 - 537年）は、中国の西魏の軍人。字は丑興。本貫は楽浪郡。弟の王懋の開皇7年（587年）作「王懋墓誌」に「其先世有入仕於魏者，重復加拓，遂為拓王氏焉」とあり、複姓を称していることから胡族とみられる。

## 経歴
王盟の子として生まれた。528年、宇文泰の下で関中に入り、宇文泰の征戦には常に側近として従った。平東将軍・散騎常侍となり、梁父県公の爵位を受けた。535年、千牛備身直長・領左右となり、西魏の文帝に信任されて、その寝室にも出入りした。537年、沙苑の戦いにおいて、都督として禁兵を率い、宇文泰に従った。西魏軍の左翼にあって、幕下の数十人を率いて戦ったが、重傷を負って軍中で死去した。享年26。使持節・太尉・領尚書令・十州諸軍事・雍州刺史の位を追贈され、咸陽郡公に追封され、諡は忠武といった。
子の王弼が爵位を嗣ぎ、西魏の安楽公主を妻とし、撫軍将軍・大都督・通直散騎常侍となった。

## 伝記資料
- 『周書』巻二十・列伝第十二
- 『北史』巻六十一・列伝第四十九